# جمعية العمال العرب الفلسطينيين
جمعية العمال العرب الفلسطينيين أو جمعية العمال العربية الفلسطينية، حزب سياسي فلسطيني شهير في فلسطين الانتدابية، تأسس عام 1925 خلال فترة الانتداب البريطاني على فلسطين.
نشأت الجمعيّة على يد عبد الحميد حيمور، كحركة خيريّة عام 1925، تهدف الى مساعدة المرضى من العمال وعائلات المتوفين من زملائهم. وتمّ اختيار مدينة حيفا، لتكون مركزها.
في تاريخ 21/3/1925 تمّ التّقدّم بطلبٍ من الحكومة، بتسجيل النّادي بشكل رسميّ. وقد تمّ الاستجابة لهذا الطلب وبتاريخ 8/8/1925.
نصّ القانون بمنح حقّ العضويّة في الجمعيّة، مُشترطًا ألّا يكون أحد من أعضائها يهوديًّا.

## أهداف الجمعيّة
1- تحديد مركز رئيسي يُشكّل رابطًا بين جميع فروع الجمعيّة في فلسطين.
2- تنظيم حركة العمال.
3- حماية العمّال ومصالحهم.

## الهيكل الإداريّ العام للجمعيّة
1- مؤتمر النقابات: ويُقصد به السّلطة التّشريعيّة والتنظيميّة العليا.
2- المجلس الأعلى: وهو المسؤول عن الجّاهزّيّة للمؤتمر.
3- مكتب الإدارة: يأخذ على عاتقه، تصريف الأمور وتنفيذ القرارات بشكلٍ يوميّ.
وصل عدد أعضاء الجمعيّة عام 1945، الى 11,004 عضوًا. بينما بلغ في عام 1935، و50 ألف عضوًا عام 1945.

## المؤتمرات
عقدت الجمعية ثلاث مؤتمرات.
عُقِد المؤتمر الأول في حيفا من 11-12/1/1930،
وارتكزت أهمّ قراراته على ما يلي:
1- رفض الهجرة الصهيونيّة إلى فلسطين.
2- اصدار جريدة باسم “العامل العربي”.
3- تأسيس صناديق توفير للعمال.
مؤتمرها الثّاني كان في 29/8/1946. وتمّ افتتاحه على يد أمين السرّ سامي طه الّذي ألقى خطاباً مُلخّصًا لأهمّ مبادئ الجمعيّة وكانت على النحو التّالي:
1- اعتبار الحركة النقابيّة، أداةً رئيسيّة للوصول إلى الأهداف الاشتراكيّة.
2- اعتبار تحقيق الأهداف الاشتراكيّة، وسيلةً للتطور لا للثورة.
3- اعتبار مدلول "اشتراكيتنا"، وفقًا لما يلي: حركة إصلاح لتحقيق العدالة الاجتماعيّة.
4- اعتبار المواطنة لكلّ من يؤدي عملاً ناجحاً لأمته وبلاده من إنتاج فكره أو يده.
5- اعتبار الحركة السياسيّة فرعاً من الحركة النقابية الأم.

## عقِد المؤتمر الثّالث في شهر آب من عام 1947
1.   المشاريع المختلفة لإنقاذ الأراضي الفلسطينية، والنهوض بالفلاح الفلسطيني.
2.   تحديد موقف الحركة العماليّة من قضية فلسطين، في هيئة الأمم المتحدة.

## حول قرار تقسيم فلسطين
أولاً: رفض فكرة مشروع تقسيم فلسطين.
ثانياً: إقامة دولة فلسطينيّة ديمقراطيّة.
ثالثاً: اعتبار اليهود العرب الذي كانوا يقطنون فلسطين قبل العام 1918، مواطنين لهم حقوق وعليهم واجبات.
رابعاً: يُجلى عن فلسطين كل من دخل إليها دون رغبة أهلها.

## أبرز إنجازات الجمعيّة:
1.   زيادة أجور العمل.
2.   تنظيم الإجازات المرضيّة والدينيّة وإجازات الأعياد.
3.   تحديد يوم العمل 8 ساعات في جميع الشركات الكبرى، و9 ساعات في الميناء التّابع للحكومة.
4.   تأسيس لجاناً تولت تنظيم الجماهير في إضراب 1936.

## أبرز سلسلة الإضرابات الشّاملة، الّتي نظّمتها الجمعيّة
1.   الإضراب من أجل مساواة الأجور بين العمال العرب واليهود وكان امتداد عامي 1942 و1943. وتميّز في النّجاح بتحقيق الأهداف.
2.   الإضراب العمّالي العام في 10/4/1946، ودام حتى 20/4/1946، احتجاجًا على رفض رئيس دائرة البريد والبرق والهاتف البريطاني في يافا، الاعتراف بجمعيّة العمال العربيّة الفلسطينيّة ممثلة للعمال، وقد تعطلت نتيجة هذا الإضراب وسائل المواصلات، والدوائر الحكومية، والمؤسّسات الرسميّة.
3.   إضراب عمّال محاجر الصّادق على شركة "سوليل بونيه [الإنجليزية]" الصّهيونيّة، وتميّز هذا الإضراب باتّحاد العمال وتهيئة عناصر مُسلّحة للدفاع عنهم.
4.   تمكّنت الجمعيّة من منع الهستدروت، من تنظيم اضراب لعمال معسكرات الجيش البريطاني في 10/4/1943؛ تجنّبا لإثبات ادعائها بأنّها الممثّل الشّرعيّ للطبقة العاملة في فلسطين.
5.   نجحت الجمعية في الوصول إلى المجال الدولي، فشاركت لأول مرة في مؤتمر النقابات الدولي بلندن الذي عقد في الفترة من 6-22/2/1945.
تفكّكت الحركة النقابيّة بعد نكبة عام 1948، ولم يبق من فروع جمعية العمال العربية الفلسطينيّة إلّا مجلس النّقابات في نابلس. وتمّ عقد مؤتمر اتخذت خلاله القرارات التّالية:
1- اعتبار مدينة نابلس المركز الرئيسيّ المؤقت للحركة العمالية بدلاً من حيفا.
2- انتخاب حسني صالح الخفش أميناً عاماً بالوكالة.
3- الاهتمام بتنظيم العمال في مدن الضّفّة الغربيّة والضّفّة الشّرقيّة للأردن.

## التأسيس
تأسس حزب جمعية العمال العرب الفلسطينيين عام 1925 وذلك خلال فترة الانتداب البريطاني على فلسطين.

## فروع الحزب
افتتح الحزب فروعًا له في كافة أنحاء فلسطين، وقد كانت في البداية عدة فروع على مستوى المدن الرئيسية كحيفا ويافا وطولكرم وعكا والناصرة، ثم وصل عدد فروع الحزب إلى حوالي 46 فرعًا؛ وبلغ عدد أعضاء الجمعية 120 ألف عامل في آب 1947.

## أبرز قادة الحزب
- شكيب دلال.
- أحمد اليماني.
- سامي طه حمران.[6]
- حسني الخفش: تولى فرع نابلس المتبقي الوحيد بعد النكبة.[7]

## المؤتمرات
- المؤتمر العام الأول، وعقد في حيفا بتاريخ 11 يناير 1930.[3]
- المؤتمر العام الثاني، وعقد في حيفا بتاريخ 29 أغسطس 1946.[5]
- المؤتمر العام الثالث، وعقد في أغسطس 1947.[5]